# Ioukos
Ioukos (en russe, ЮКОС ; aussi orthographié Youkos, en anglais : Yukos) est une compagnie pétrolière russe, jadis contrôlée par l'oligarque russe Mikhaïl Khodorkovski et plusieurs hommes d'affaires russes d'importance.
Jusqu'en juillet 2004, Ioukos était une des plus grandes compagnies pétrolières privées au monde. Elle produisait 20 % du pétrole en Russie, soit 2 % de la production mondiale.

## Privatisation par Mikhaïl Khodorkovski
En 1995, au milieu de la vague de privatisations des biens de l'État russe par distribution de parts (vouchers) aux habitants puis ventes aux enchères, Mikhaïl Khodorkovski rachète le groupe Ioukos pour 360 millions de dollars lors d'une vente critiquée : les deux seuls acheteurs ayant été autorisés par le pouvoir de Boris Eltsine à participer aux enchères étaient des compagnies détenues à 51 % par la Menatep, banque alors dirigée par Mikhaïl Khodorkovski.
Au début des années 2000, Mikhaïl Khodorkovski se rapproche des États-Unis afin de nouer des alliances avec le groupe américain Exxon Mobil.
En 2003, Exxon Mobil et Chevron Texaco étaient intéressées par le rachat de parts de Ioukos. Cette vente était prévue à hauteur de 20 milliards de dollars .
Durant l'été 2003, l'entreprise Ioukos est soupçonnée de malversations financières. Le numéro 2 de l'entreprise pétrolière, Platon Lebedev, est arrêté par la justice le 2 juillet 2003. À la suite de cette arrestation, Mikhaïl Khodorkovski est entendu comme témoin.

## Nationalisation par le Kremlin
En août 2003, une fusion est formellement conclue avec l'entreprise Sibneft présidée par Roman Abramovitch, mais elle n'est pas suivie d'effet à cause de l'arrestation du président de Ioukos, Mikhaïl Khodorkovski, en octobre 2003. Khodorkovski est ensuite condamné à une peine de neuf ans de prison pour fraude fiscale. Le 31 octobre 2003, le gouvernement russe gèle 44 % des actions de la compagnie pour éviter sa vente par un groupe d'actionnaires menés par Mikhaïl Khodorkovski. Dès lors, Ioukos investit massivement dans des entreprises étrangères, de manière à se protéger légalement contre toute nationalisation.
En juillet 2004, le fisc russe réclame un arriéré d'impôts d'un équivalent de plus de 3 milliards de dollars américains à la compagnie Ioukos. Le 7 juillet, faute de paiement, le fisc russe commence à saisir les biens de l'entreprise.
Ioukos ayant racheté une entreprise américaine, elle a pu se déclarer en faillite et se placer sous la protection de la loi relative aux faillites, ce que le tribunal des faillites de Houston aux États-Unis confirme le 16 décembre 2004. Ioukos est ainsi protégé contre un éventuel rachat, au moins vis-à-vis de la loi américaine.
Le 20 septembre 2011, la Cour européenne des droits de l'homme (CEDH) rend un jugement mitigé en jugeant d'une part que la Russie n'a pas poussé délibérément Ioukos à la faillite pour s'emparer de ses actifs, mais en estimant d'autre part que ce groupe pétrolier a subi une violation du droit de propriété. Elle a renvoyé à plus tard l'examen de la demande de dédommagement financier présentée par les petits actionnaires spoliés.
Si Mikhaïl Khodorkovski, gracié en 2013, déclare à sa sortie de prison qu'il n'a « aucun intérêt à ce que des actionnaires de Ioukos gagnent ou perdent » leurs procédures judiciaires, ceux-ci (représentés par GML, société créée dans la fin des années 1990 afin d'héberger les actifs de Ioukos à l'étranger) sont toujours dans l'attente du résultat d'une plainte déposée auprès de la Cour permanente d'arbitrage de La Haye, réclamant 130 milliards de dollars (les actifs confisqués par l'État russe représentaient, selon eux, 77 milliards, auxquels ils rajoutent les intérêts).
Le 28 juillet 2014, la Cour permanente d'arbitrage condamne l'État russe à payer une amende 50 milliards de dollars aux actionnaires de Ioukos pour les indemniser de la nationalisation opérée, qualifiée d'illégale et aux "motivations politiques". Trois jours plus tard, la CEDH condamne la Russie à une amende de 1,9 milliard d'euros (soit un montant très largement inférieur aux 81 milliards d'euros, puis aux 38 milliards d'euros demandés par les requérants), dans le volet du redressement faramineux imposé par le fisc russe à Ioukos en 2004.
Alors que l'État russe refusait de verser des dommages-intérêts aux actionnaires, malgré la décision de la Cour européenne des droits de l'homme de 2014, le cabinet d'avocats de Sarosh Zaiwalla défend les anciens actionnaires.
Le 20 avril 2016, le tribunal du district de La Haye annule la sentence arbitrale de juillet 2014 émanant de la Cour permanente d'arbitrage qui avait condamné la Russie à verser 50 milliards de dollars aux anciens actionnaires de Ioukos. Mais cette décision sera à son tour invalidée le 18 février 2020 par la cour d'appel de La Haye qui condamne la Russie à payer 50 milliards de dollars d'amende aux ex-actionnaires.

### Mise aux enchères de Iouganskneftegas
Le 19 décembre 2004 a eu lieu la vente aux enchères de la principale filiale de Ioukos, Iouganskneftegas. Deux repreneurs se sont présentés :
- Gazpromneftegtaz, une filiale de l'entreprise publique russe Gazprom ;
- Baïkalfinansgroup, groupe financier appartenant à Rosneft.

En quelques minutes, la vente a été conclue et Baïkalfinansgroup a acheté Iouganskneftegas pour la somme de 6,975 milliards d'euros.
Ce groupe financier a été créé quelques jours avant la mise aux enchères. Pour l'instant, personne ne sait vraiment qui est derrière lui (le Kremlin, Gazprom ou une autre entreprise proche du Kremlin telle que Sourgoutneftegaz). Quoi qu'il en soit, la majorité des analystes financiers et des journalistes voient dans Baïkalfinansgroup la main du Kremlin.

## Filiales
- Iouganskneftegas (mise en vente le 19 décembre 2004)